# Yellville
La ville de Yellville est le siège du comté de Marion, dans l’État de l’Arkansas, aux États-Unis. Lors du recensement de 2010, sa population s'élevait à 1 204 habitants.

## Histoire
La ville a été nommée en hommage au général Archibald Yell (1797-1847), nom que l’on retrouve dans celui du comté de Yell, dans le même État.

## Démographie
| Groupe          | Yellville | Arkansas | États-Unis |
| --------------- | --------- | -------- | ---------- |
| Blancs          | 97,1      | 77,0     | 72,4       |
| Métis           | 1,4       | 2,0      | 2,9        |
| Amérindiens     | 0,8       | 0,8      | 0,9        |
| Autres          | 0,3       | 3,6      | 6,4        |
| Asiatiques      | 0,3       | 1,2      | 4,8        |
| Afro-Américains | 0,2       | 15,4     | 12,6       |
| Total           | 100,0     | 100,0    | 100,0      |
|                 |           |          |            |
| Hispaniques     | 2,6       | 6,4      | 16,7       |

Selon l'American Community Survey, pour la période 2011-2015, 99,07 % de la population âgée de plus de 5 ans déclare parler l'anglais à la maison et 0,93 % déclare parler l’espagnol.
| 1860 | 1870 | 1880 | 1890 | 1900 | 1910 |
| ---- | ---- | ---- | ---- | ---- | ---- |
| 170  | 96   | 345  | 263  | 578  | 463  |

| 1920 | 1930 | 1940 | 1950 | 1960 | 1970 |
| ---- | ---- | ---- | ---- | ---- | ---- |
| 615  | 478  | 546  | 697  | 636  | 860  |

| 1980  | 1990  | 2000  | 2010  | - | - |
| ----- | ----- | ----- | ----- | - | - |
| 1 044 | 1 181 | 1 312 | 1 204 | - | - |

## Source
- (en) Cet article est partiellement ou en totalité issu de l’article de Wikipédia en anglais intitulé « Yellville, Arkansas » (voir la liste des auteurs).

1. ↑  (en) « Yellville, AR Population - Census 2010 and 2000 », sur censusviewer.com.
2. ↑  (en) « Population of Arkansas - Census 2010 and 2000 », sur censusviewer.com.
3. ↑  (en) « Language spoken at home by ability to speak English for the population 5 years and over », sur factfinder.census.gov (consulté le 20 mars 2017).
4. ↑  « Statistiques des États-Unis - Arkansas - Profils des communautés de 2010 » (consulté en novembre 2020)